# 983
Évszázadok: 9. század – 10. század – 11. század
Évtizedek: 930-as évek – 940-es évek – 950-es évek – 960-as évek – 970-es évek – 980-as évek – 990-es évek – 1000-es évek – 1010-es évek – 1020-as évek – 1030-as évek
Évek: 978 – 979 – 980 – 981 –  982 – 983 – 984 – 985 – 986 – 987 – 988

## Események
- március 26. – Adud ad-Daula halála után Irakban Szamszam, Kermánban és Fárszban pedig Saraf nevű fia lesz az emír. Saraf háborúba kezd fivére ellen. Tádzs nevű öccsük Húzisztánban, Dijá pedig Baszrában alapít rövid életű emírséget.
- szeptember – VII. Benedek pápa halála után Canepanova Pétert, Pavia korábbi püspökét választják pápának, aki a XIV. János nevet veszi fel.[1]
- december 25. – a hároméves III. Ottó német királlyá koronázása
- Dijár Bakr a kurd Marvánidák kezébe kerül.

## Halálozások
- március 26. – Adud ad-Daula fárszi, kermáni és iraki emír
- július 10. – VII. Benedek pápa[2]
- december 7. – II. Ottó német-római császár[2]